# マンデルスタム表示
マンデルスタム表示（マンデルスタムひょうじ）とは、素粒子の散乱振幅の積分表示のひとつ。二体反応{\displaystyle A+B\to C+D}の振幅は、エネルギーと移行運動量のように2つの独立な変数の関数である。そこでスタンリー・マンデルスタムは、この2変数の関数としての散乱振幅の解析性を示す表示を提案した。これがマンデルスタム表示と呼ばれる。

## マンデルスタム変数
マンデルスタムはsチャンネルの反応と呼ばれる{\displaystyle A+B\to C+D}という反応を考え、{\displaystyle s=-(p_{1}+p_{2})^{2}}，{\displaystyle t=-(p_{1}-p_{3})^{2}}，{\displaystyle u=-(p_{1}-p_{4})^{2}}という3変数を導入した。これらをマンデルスタム変数と呼ぶが、{\displaystyle s+t+u=m_{A}^{2}+m_{B}^{2}+m_{C}^{2}+m_{D}^{2}}で結びついているので独立な変数は2個である。変数sはAとBの重心系におけるエネルギーの二乗を表し、tはAからCへの（移行運動量）2を表し、uはAからDへの（移行運動量）2を表す。
マンデルスタム表示で重要なのは、この表示が同時に次の2つの反応を表すことである。
{\displaystyle A+{\bar {C}}\to D+{\bar {B}}}・・・「tチャンネルの反応」
{\displaystyle A+{\bar {D}}\to C+{\bar {B}}}・・・「uチャンネルの反応」
ここで{\displaystyle {\bar {B}},{\bar {C}},{\bar {D}}}は{\displaystyle B,C,D}の反粒子である。反応振幅は互いに解析接続で結ばれている。3つの反応の振幅{\displaystyle A(s,t,u)}はスペクトル関数{\displaystyle \rho _{st}(s,t),\rho _{su}(s,u),\rho _{tu}(t,u)}を使って以下のように書くことができる。
{\displaystyle A(s,t,u)={\frac {1}{\pi ^{2}}}\int \int {\frac {\rho _{st}(s',t')}{(s'-s)(t'-t)}}ds'dt'+{\frac {1}{\pi ^{2}}}\int \int {\frac {\rho _{su}(s',u')}{(s'-s)(u'-u)}}ds'du'+{\frac {1}{\pi ^{2}}}\int \int {\frac {\rho _{tu}(t',u')}{(t'-t)(u'-u)}}dt'du'}